# コングスベルグ
コングスベルグ （Kongsberg）は、ノルウェーの都市でブスケルー県のヌーメダール谷の南端に位置する。面積793平方キロメートル。人口28,793人（2023年）。公用語はブークモール。
1624年、当時のデンマーク＝ノルウェー王クリスチャン4世により鉱業地区として『王の町』の名を授かった。1802年に公式に商業都市としてロイヤル・チャーターを授かった。現在のコングスベルグは、ノルウェーの主要軍事産業会社コングスベルグ・グループの本社があることで有名である。 

## 紋章
1972年から使用されており、1689年からある古い市の紋章を元にしている。ローマ神話の神ヤヌスがローマ皇帝（王の姿でもある）の姿で表されている。手に持つ剣と天秤は正義を表す。

## 地理
北にフレスベルグ、東にウーヴレ・エイケルとホーフ、南にシーエン、シリヤン、ラールダール、西にノトッデン、サウヘラと接する。最初の二つはブスケルー県で、ホーフとラールダールはヴェストフォル県、残りはテレマルク県である。町はヌーメダールスローゲン川で2つに分かれており、川は町の中で3つの滝となる。
オスロからの道路の便が良く、鉄道とバス路線も通っている。

## 産業都市の歴史
コングスベルグは古い銀山として特に知られ、1623年から1957年までに掘り出した銀鉱石から約1350トンもの銀を産出したと言われる。1770年には4,000人の鉱山労働者が雇われ、町は当時ノルウェー最大の町だったベルゲンの次に人口が多かった（現在の首都オスロよりも人口が多かった）。
鉱山から銀生産が減少した、1807年から7年間続いた戦争、1810年に市西部を焼いた大火など苦難の年月を経て、鉱山は1814年に国防産業とされ政府に欠かせない存在となった。平和な時期に、国防産業は先端技術を駆使して発展し、現在も市の雇用の多くを捻出している。
1987年、国営のKongsberg Vaapenfabrikk（コングスベルグ・グループの前身）は、先端技術を共産圏へ売り渡したとして対共産圏輸出統制委員会に摘発され重大な財政危機に陥った。この結果、会社は部門ごとにばらばらに解体されて一部は民間会社へ売られた。今日では防衛部門のコングスベルグ・ディフェンス&エアロスペースと海事部門のKongsberg Maritimeを中心とするノルウェーの主要ハイテク産業集団となり、オスロ証券取引所に上場している。
コングスベルグは、ノルウェーのミント硬貨のふるさとで、1686年より続く国営会社が鋳造していたが、2003年にフィンランド＝ノルウェーの合弁会社に売却されている。

## 文化

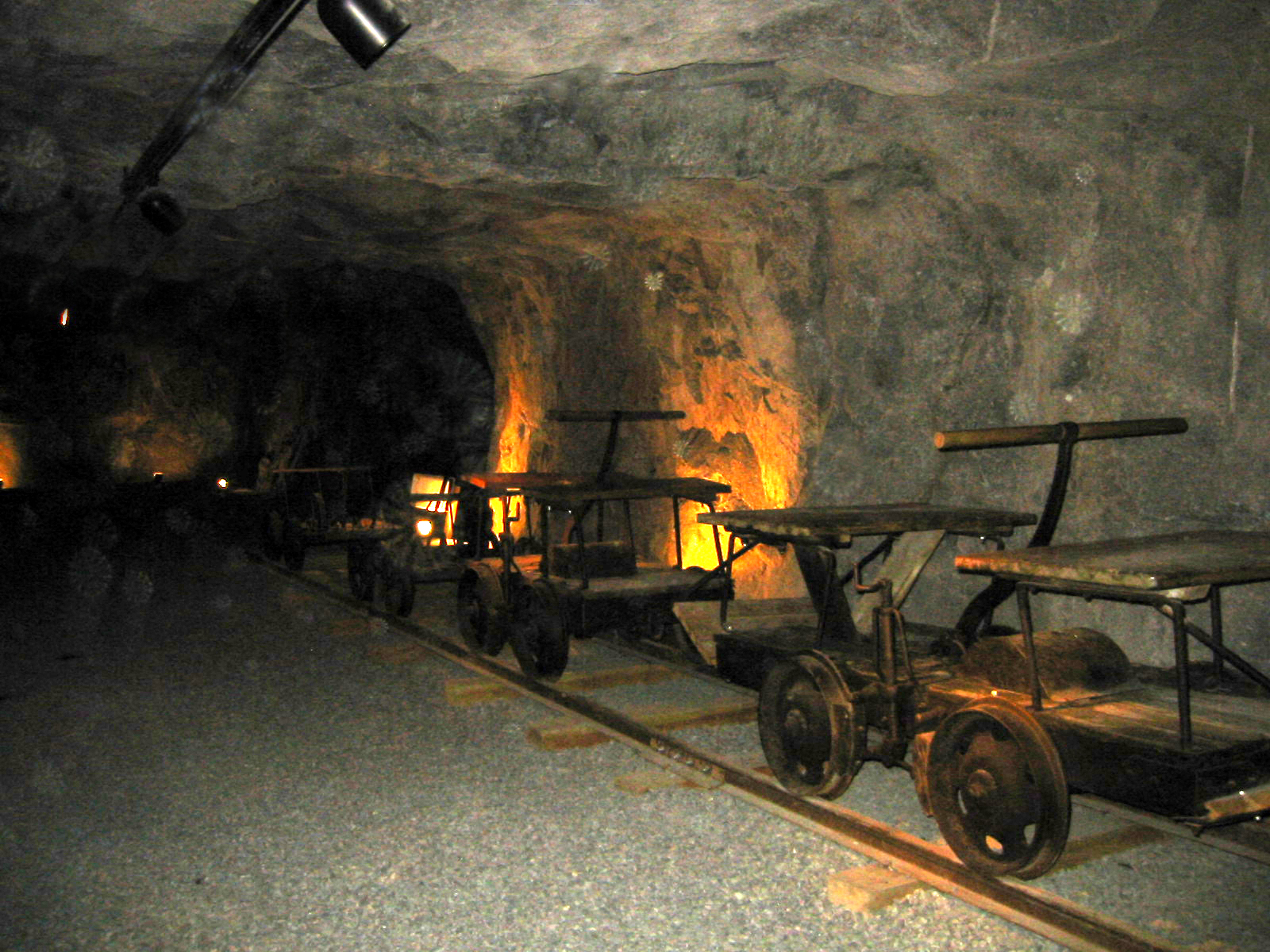
鉱山

銀鉱が16世紀半ばに最盛期を迎え、人口が増えるに従い新たな教会が必要となり、コングスベルグ教会21年かけ1761年に完成した。外観は赤煉瓦であるが、内部はバロック様式の豪華なしつらえで装飾されている。最大で2400人を収容できるノルウェー最大級の教会建築である。
教会には、ドイツ人オルガン職人ゴットフリート・グローガー作のバロック様式のパイプオルガンがある。1999年に全体を修繕し、2001年に再度お披露目された。42音の出る、スカンディナヴィアで最も大きいオルガンである。毎年一月末になるとグローガー音楽祭が開催される。
1964年から、毎年国際的なジャズ音楽祭『コングスベルグ・ジャズ・フェスティヴァル』が開催されている。地元企業がスポンサーを務め、BBキング、ダイアナ・クラール、オーネット・コールマン、ジョシュア・レッドマン、ジョン・スコフィールドといった著名ミュージシャンが演奏してきた。
コングスベルグの生んだ最も有名なミュージシャンは、a-haのヴォーカリスト、モートン・ハルケットである。作曲家・ピアニストのクリスティアン・シンディング、ハルフダン・クレヴェ、ホーコン・アウストボ、ジャズ・ピアニストのモートン・クヴェニル、ジャズ・ギタリストのイヴァール・グリデランもコングスベルグの出身である。

## ウィンタースポーツ

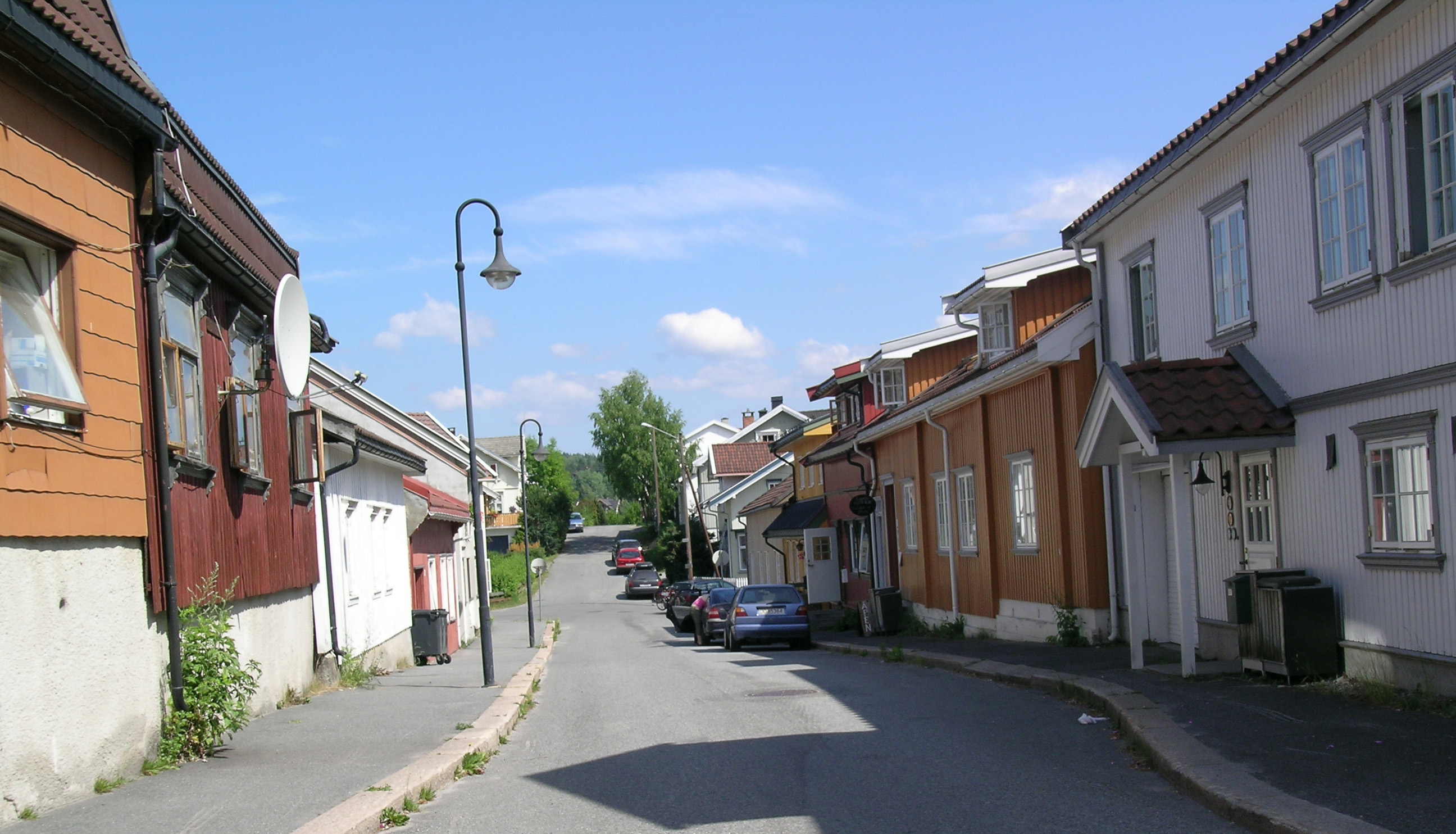
市内の通り

コングスベルは、スキージャンプ競技選手を多く輩出してきた。戦前のオリンピック金メダリストのビルゲル・ルート、ペッテル・フークステッドらである。彼らは1930年代から1940年代のオリンピックや国際大会で活躍した。彼らのメダルはコングスベルグ・スキー博物館に展示されている。近年では、スノーボード・ハーフパイプ競技の銀メダリストであるスティーネ・ブルン・ヒェルダースがコングスベルグ出身である。

## 事件
2021年10月13日にこの町の人々が弓矢で襲われるコングスベルグ襲撃事件が発生し、5人が亡くなり3人が負傷した。